# Les Gracques (politique)
Pour les articles homonymes, voir Gracques (homonymie).
Les Gracques est « un groupe de réflexion et de pression » sur les politiques menées en France, composé de hauts-fonctionnaires français qui souhaitent une rénovation de la gauche française autour de valeurs sociales-libérales.

## Origine du nom
Tibérius Sempronius Gracchus et son frère Caius Sempronius Gracchus, surnommés les Gracques, sont deux hommes d'État romains. Issus de la nobilitas plébéienne, ils sont renommés pour leur tentative infructueuse de réformer le système social romain.
Sous le pseudonyme « Les Gracques », Marie-Noëlle Lienemann, Alain Richard et Jean-Pierre Worms ont publié en 1983 un livre programmatique Pour réussir à gauche (éditions Syros), à l’époque considéré comme manifeste « néorocardien ».

## Historique
Pendant la campagne présidentielle française de 2007, un groupe informel d'anciens hauts fonctionnaires socialistes signent sous le pseudonyme Les Gracques un appel à une alliance PS-UDF. Ségolène Royal déclare alors : « Ces ultralibéraux passés dans le monde des affaires n’ont aucune leçon à me donner ». Certains membres des Gracques voteront d'ailleurs pour le candidat UMP Nicolas Sarkozy.
À la suite de la défaite des socialistes à l'élection présidentielle française de 2007, ce groupe a formalisé son existence en tant que groupe de réflexion et de pression afin de participer à la rénovation de la gauche française. Ceci s'est traduit par la création d'une association loi de 1901 et la publication d'un manifeste. Il est dès lors possible d'adhérer à l'association. Elle compte en 2008 une trentaine de membres actifs et 1700 sympathisants, ayant signé sur internet leur « Manifeste pour une gauche moderne ». En marge de l'université d'été du PS de 2007, Les Gracques organisent une réunion discrète, rassemblant les représentants de think tanks réformistes européens, à qui le mouvement a demandé de rédiger une plate-forme économique commune, sous la houlette d'Emmanuel Macron, alors inspecteur des finances.
. 
Les Gracques rencontrent le vainqueur de la primaire citoyenne de 2011, François Hollande, qui leur présente sa ligne politique : l'offre plutôt que la demande, le redressement des comptes publics ou encore la compétitivité des entreprises. Pendant la campagne pour l'élection présidentielle de 2012, Les Gracques signent des tribunes dans la presse, appelant à la baisse des dépenses publiques, à l'allongement de l'âge du départ à la retraite, à la fin des 35 heures, à l'allègement des impôts sur les entreprises, à l'assouplissement des lois sur le licenciement ou encore à l'ouverture des métiers réglementés. En 2013, faisant le bilan de la première année du quinquennat Hollande, Les Gracques la jugent trop « erratique ». En 2014, ils signent une tribune dans Le Point, où il est écrit : « Arrêtons le délire. La frontière entre la gauche et la droite ne passe pas au huitième dimanche travaillé. Ni au treizième » ; ils défendent l'usage du 49.3 pour faire passer la loi Macron, ce que Manuel Valls applique quelques semaines plus tard.
En avril 2014, l'ancien conseiller présidentiel de François Hollande Aquilino Morelle désigne publiquement Les Gracques comme responsables du tournant libéral de la politique du chef de l'État.
L'alliance entre François Bayrou et Emmanuel Macron à l'occasion de l'élection présidentielle de 2017 est perçue comme un aboutissement de la démarche des Gracques. Gilles de Margerie, l'une des principales figures de l'organisation, dirige pendant la campagne présidentielle un dîner de levée de fonds au bénéfice du futur président. Plusieurs dirigeants des Gracques sont nommés à des postes à responsabilité par le gouvernement en 2018.

## Valeurs et prises de position
L'option politique défendue par les Gracques provient largement d'un constat (réel ou supposé) d'inadéquation entre le projet d'État-providence d'inspiration keynésienne défendu traditionnellement par le parti socialiste et la société actuelle marquée par la mondialisation et la construction européenne.
Le projet des Gracques est donc une tentative de synthèse entre les valeurs d'équité et de défense des plus pauvres de la gauche, et une acceptation assumée de l'économie de marché, de l'ouverture économique. On peut rapprocher ce projet de la troisième voie britannique.
Les Gracques se définissent dans leur manifeste comme : démocrates, libéraux, intégrateurs (par opposition au communautarisme), travaillistes, favorables à la régulation étatique, favorables à la redistribution des richesses, progressistes, défenseurs de l'éducation, favorables au droit à la sûreté, écologistes, pro-européens, internationalistes, moraux, réalistes, favorables à une transformation de la société.
En décembre 2012, ils publient dans le journal Le Point une analyse des premiers mois de la présidence de François Hollande. Ils notent une gravité et une urgence de la situation économique à laquelle ils trouvent différentes causes : « parce que le pays pâtit toujours du laxisme passé : celui des déficits permanents, de l’excessive fiscalité des entreprises – réduisant leurs marges, donc leur capacité à investir – et du surendettement ». Ils condamnent une « inertie des administrations (qui) a conduit à la paralysie » et recommandent une « réforme du secteur public » « plus nécessaire que jamais ».

## Membres supposés
Parmi les quelques dizaines de membres, élargis depuis la création du mouvement, on trouve, d'après la presse : Jean-Pierre Jouyet jusqu'à la date de son entrée au gouvernement de François Fillon en 2007, Denis Olivennes, Matthieu Pigasse, Guillaume Hannezo, Bernard Spitz présenté comme un des responsables, Éric Lombard, François Villeroy de Galhau, Ariane Obolensky, René Frydman, Sylvie Hubac, Erik Orsenna, Éric de Chassey, Dominique Villemot (vice-président des Gracques), Mathilde Lemoine, économiste et directrice des études économiques et de la stratégie marchés d’HSBC France, et ancienne conseillère aux cabinets de François Loos, Thierry Breton, et Dominique de Villepin. Emmanuel Macron aurait adhéré aux Gracques en 2007, même si son service presse indique en 2015 que ça n'a jamais été le cas et qu'il a simplement participé à la réunion de 2008 ; un membre des Gracques indique pour sa part qu'il a continué à les rencontrer jusqu'en 2012.

## Université d'été
Les Gracques ont organisé leur première université d'été à Paris le 26 août 2007 avec de nombreux intervenants renommés comme Michel Rocard, Anthony Giddens, Walter Veltroni, Peter Mandelson et François Chérèque. Ils souhaitent engager le travail de rénovation de la gauche française en mobilisant la société civile et en utilisant leur site internet. En octobre 2007, le Parti socialiste prend une certaine distance vis-à-vis des Gracques en proclamant: « Les Gracques ne représentent rien. ». 
Le 21 novembre 2015, l'université des Gracques prévue à Sciences Po est déplacée au CESE du fait des attentats de Paris survenus huit jours plus tôt. La conclusion de l'université est faite par Emmanuel Macron, ministre de l'Économie, futur président de la République. L'ancien président du conseil italien Enrico Letta prend également part aux échanges de la journée, aux côtés de Daniel Cohn-Bendit, du fondateur du Club XXIe Siècle Hakim El Karoui, de l'ancienne ministre des Affaires étrangères espagnole Ana Palacio ou encore de la secrétaire générale de la Confédération internationale des syndicats Sharan Burrow.

## Personnalités
- Guillaume Hannezo
- Jean-Pierre Jouyet[18];
- Bernard Spitz[18];
- Erik Orsenna[18];
- Marie Burguburu[18];
- Cécile Pavageau[18];
- Jacques Galvani[18];
- Marie Burguburu[18]

## Présidents
- 2007-2010 : ?
- depuis 2010 : Bernard Spitz[19]